# Midila lamia
Midila lamia là một loài bướm đêm trong họ Crambidae.